# Procordulia grayi
Procordulia grayi är en trollsländeart som först beskrevs av Selys 1871.  Procordulia grayi ingår i släktet Procordulia och familjen skimmertrollsländor. Inga underarter finns listade i Catalogue of Life.